# Valentina Tolkunova
Valentina Vassílievna Tolkunova, rus: Валенти́на Васи́льевна Толкуно́ва, (Armavir, 12 de juliol de 1946 – Moscou, 22 de març de 2010), fou una cantant soviètica i russa. Va rebre el títol d'Artista Honrada de la RSFSR el 1979 i el 1987 el d'Artista del Poble de la RSFSR.
Durant 44 anys d'activitat creativa, Valentina Tolkunova va interpretar més de 800 cançons, principalment en el gènere de l'amor, cançons familiars i militars-patriòtiques; moltes d'elles han estat guardonades amb diversos premis i han tingut èxit entre persones de totes les edats. Tolkunova posseïa el timbre de veu més rar, que corresponia al timbre de la flauta.

## Biografia
Als 18 anys, Valentina Tolkunova va entrar a la Universitat Estatal d'Art i Cultura de Moscou. El 1966 es va convertir en membre de la banda de jazz VIO-66 de Iuri Saulski com a solista i cantant de jazz. El 1971 es va graduar a l'Escola Estatal de Música Gnessin i va enregistrar cançons per a la sèrie de televisió Denza za Dniom, rus: День за днём ('Dia rere dia').
El 1972, després d'un descans d'un any, va interpretar les cançons de Vladímir Xainski. va començar la seva carrera amb èxit a la ràdio i la televisió. El 1973 va començar a treballar amb la Filharmònica de Moscou (Moskonzert) i el 1989 va fundar i es va convertir en la directora del seu propi teatre. Tołkunowa va llançar uns 20 àlbums i fou 23 vegades la guanyadora del concurs televisiu soviètic "Cançó de l'Any".
El 1990, la cantant va ser diagnosticada de càncer de mama. El 1992 fou operada i rebé sessions de quimioteràpia. El 2006 i el 2009 es van fer repetides operacions per eliminar-li metàstasis. Tot i la greu malaltia, Tolkunova va continuar treballant activament: va fer gires, va enregistrar noves cançons i va preparar nous programes de concerts i actuacions. Aquests esdeveniments van motivar Tolkunova a pensar en Déu i el propòsit de l'home a la terra, en la música espiritual i els cants. Va començar a peregrinar regularment a monestirs i llocs sants de Rússia i a Terra Santa. El 1994, gairebé va morir a conseqüència d'un atac terrorista a Tel-Aviv, després del qual la seva religiositat va augmentar encara més.
El 16 de febrer de 2010, durant un concert a Mahiliou, Belarús, Tolkunova va emmalaltir i va ser hospitalitzada a la unitat de cures intensives d'un hospital local, on li van diagnosticar un tumor cerebral. Des de Mahiliou, l'artista va ser traslladada a Moscou per ser examinada a l'hospital Botkin. Durant els darrers dies de la seva vida, a l'habitació de l'hospital, la va visitar el seu antic company d'escena Lev Lésxenko. El 22 de març de 2010, a les 6 del matí, va entrar en coma i va morir dues hores després, sense recuperar la consciència.
Està enterrada al cementiri Troiekúrovskoie de Moscou.